# Paisatge cultural de les terrasses arrosseres dels hani de Honghe
El Paisatge cultural dels arrossars en terrasses dels hani de Honghe són el sistema de cultiu d'arròs en terrasses dut a terme pels hani a la prefectura de Honghe, comtat de Yuanyang, Yunnan, Xina. La història de les terrasses s'estén al llarg de mil dos-cents anys. Es distribueix en quatre comtats: Yuanyang, Honghe, Jinpin i Lüchun. El nucli de la zona de terrasses es troba al comtat de Yuanyang. S'estén per una superfície de 404.685 hectàrees, i la zona protegida són 16.603 hectàrees.

## Patrimoni de la Humanitat
L'any 2013, els arrossars en terrasses dels hani de Honghe van ser inclosos dins del Patrimoni de la Humanitat.
Es caracteritza per terrasses espectaculars que cauen en cascada pels vessants de les muntanyes Ailao a les ribes del riu Hong. Durant els últims 1.300 anys, el poble Hani ha desenvolupat un complex sistema de canals per portar aigua des dels cims de les muntanyes boscoses a les terrasses. També han creat un sistema d'agricultura integrada que implica búfals, vaques, ànecs, peixos i anguiles i dona suport a la producció d'arròs vermell, principal cultiu de la zona. Els habitants adoren el sol, la lluna, muntanyes, rius, boscos i altres fenòmens naturals, entre ells el foc. Viuen en 82 aldees situades entre els boscos de la muntanya i les terrasses. Els pobles compten amb cases tradicionals de palla "fong". El sistema de gestió de la terra de les terrasses d'arròs demostra una extraordinària harmonia entre les persones i el seu entorn, tant visual com ecològicament, basat en les estructures socials i religioses excepcionals i de llarga durada.

## Llocs panoràmics
Hi ha quatre llocs pintorescs principals a la regió. Estan l'Arbre Duoyi, Bada, Boca del Tigre i el poble de Jingkou. Estan dispersos en diferents llocs de Yuanyang. Les terrasses presenten diferents vistes en cada estació. De novembre a març, els arrossars estan plens d'aigua. Quan llueix el sol, brilla sobre l'aigua. D'abril a setembre, hi haurà arrossars per tot el camp. A la fi de setembre i principis d'octubre, els camps estan en plena maduresa i de color groc.
Cent iens xinesos costa el val per un dia, 180 per a deu dies i 360 per a un any. No és convenient viatjar entre els llocs pintorescs. Així que és millor llogar un cotxe per veure'ls, que és més flexible i permet detenir-se a prendre fotos. Es recomana veure l'alba a l'Arbre Duoyi i la posta del sol a la Boca del Tigre. Hi ha sovint un mar de núvols a Bada. El poble de Jingkou és una localitat hani ben conservada, on els turistes poden experimentar la cultura local. Hi ha també moltes altres terrasses que val la pena visitar i no exigeixen entrada, com Longshuba i el poble de Habo.

## Galeria d'imatges

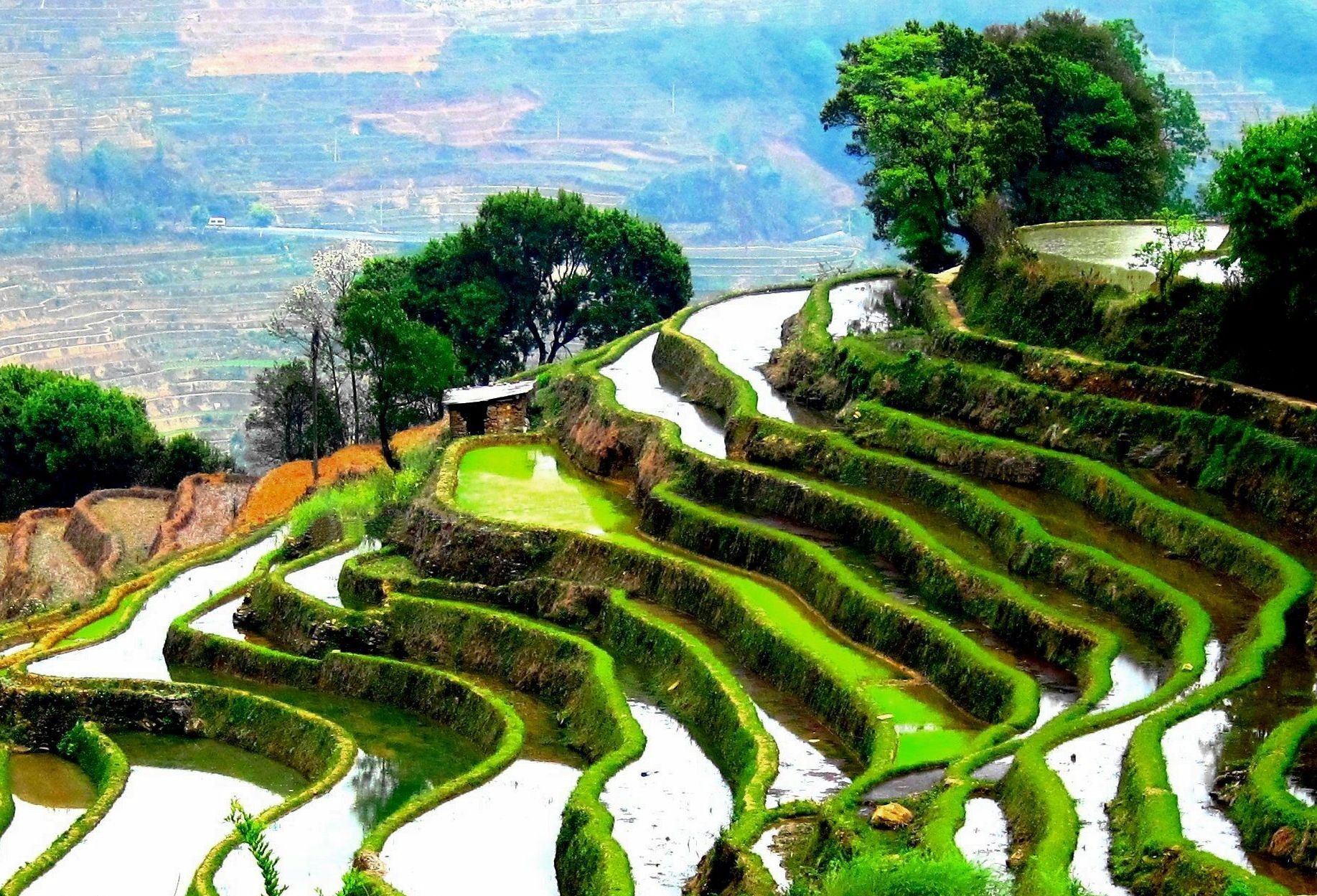
Vista de prop de les terrasses arrosseres
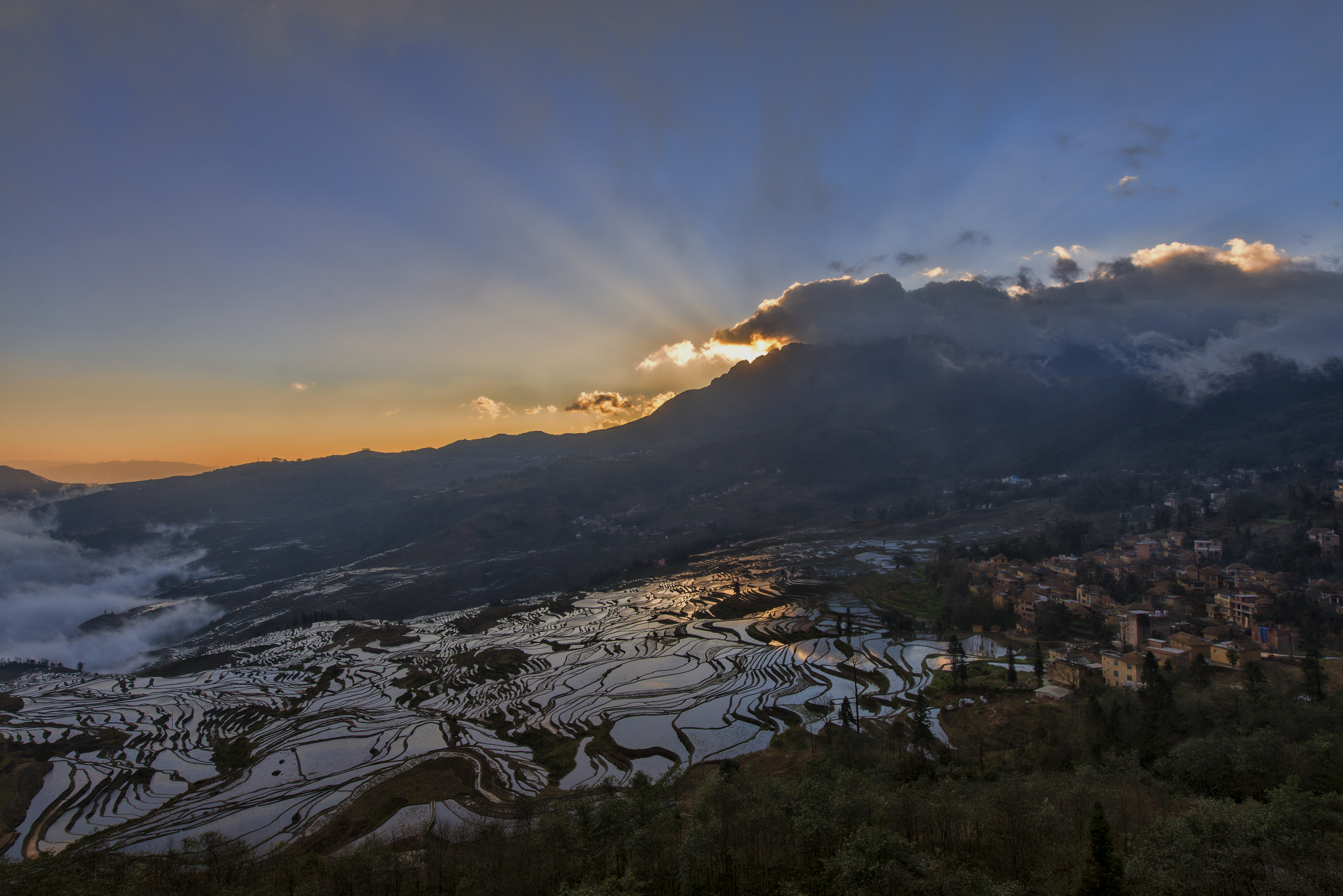
Sortida del sol sobre les terrasses arrosseres
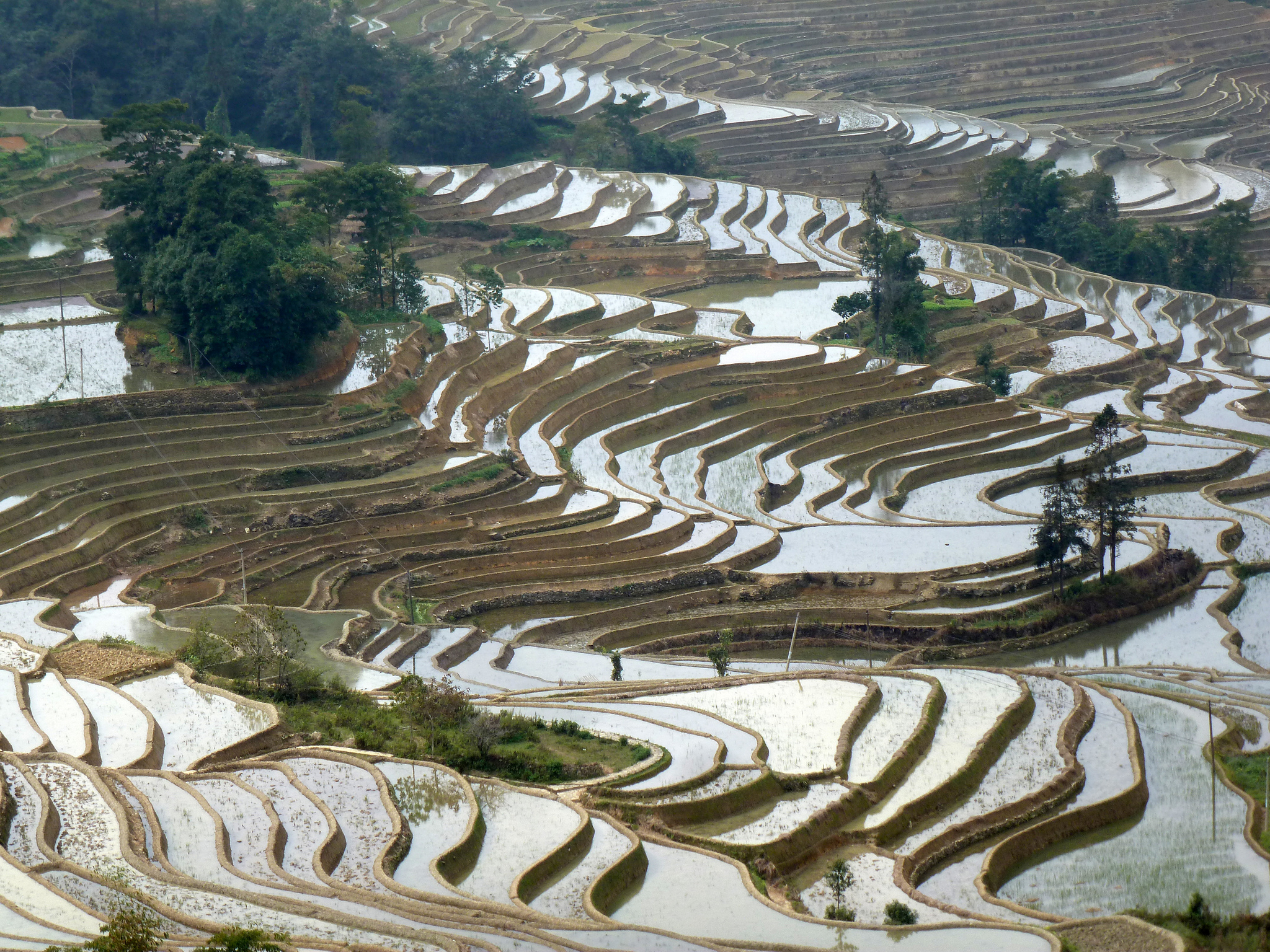
Terrasses d'arròs de Yuanyang
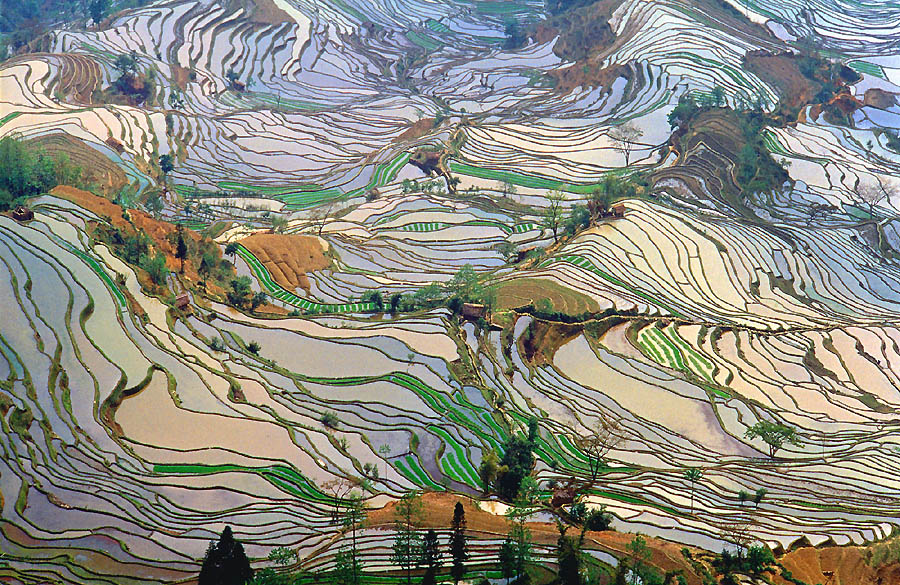
Vista de les terrasses arrosseres
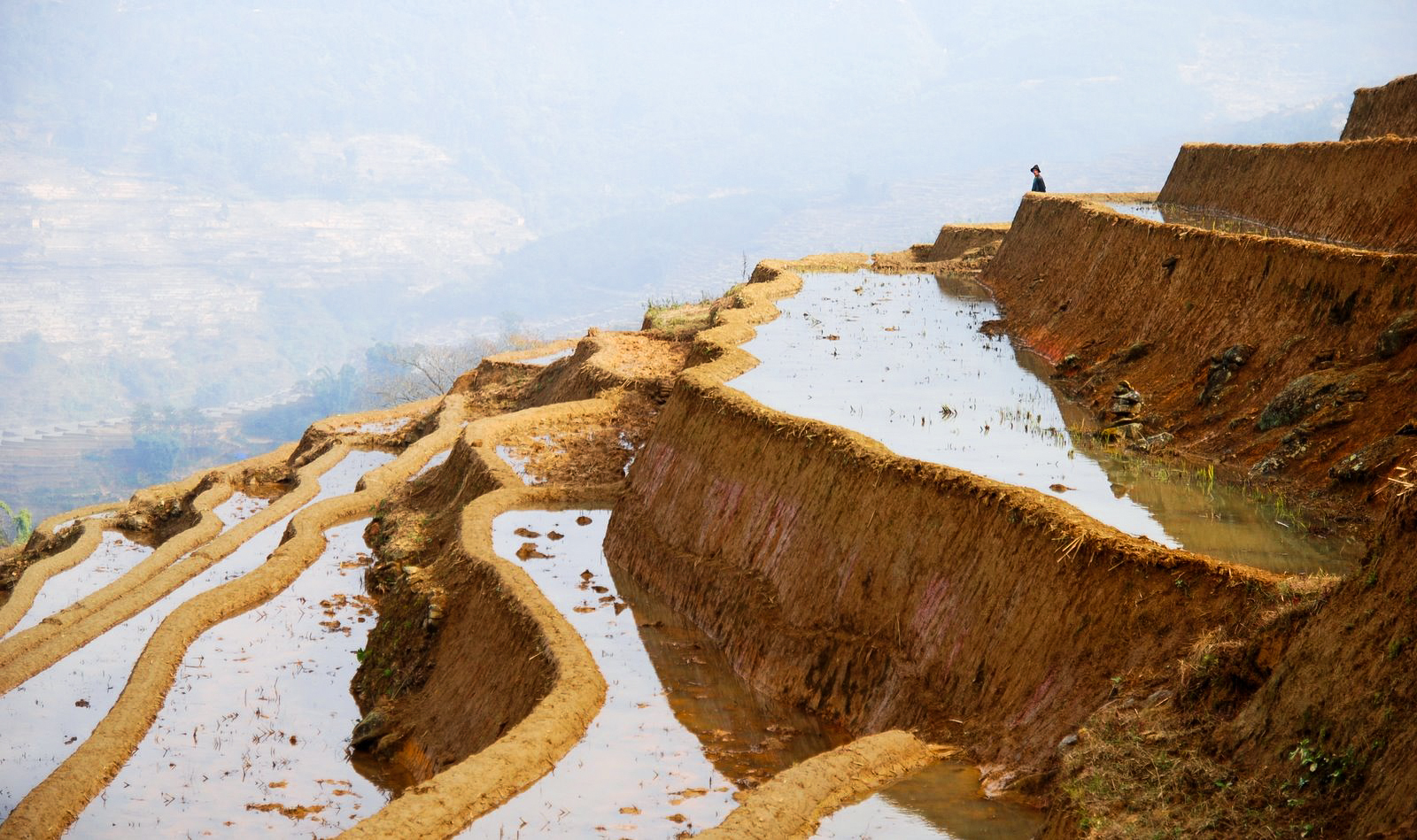
Detall de les terrasses
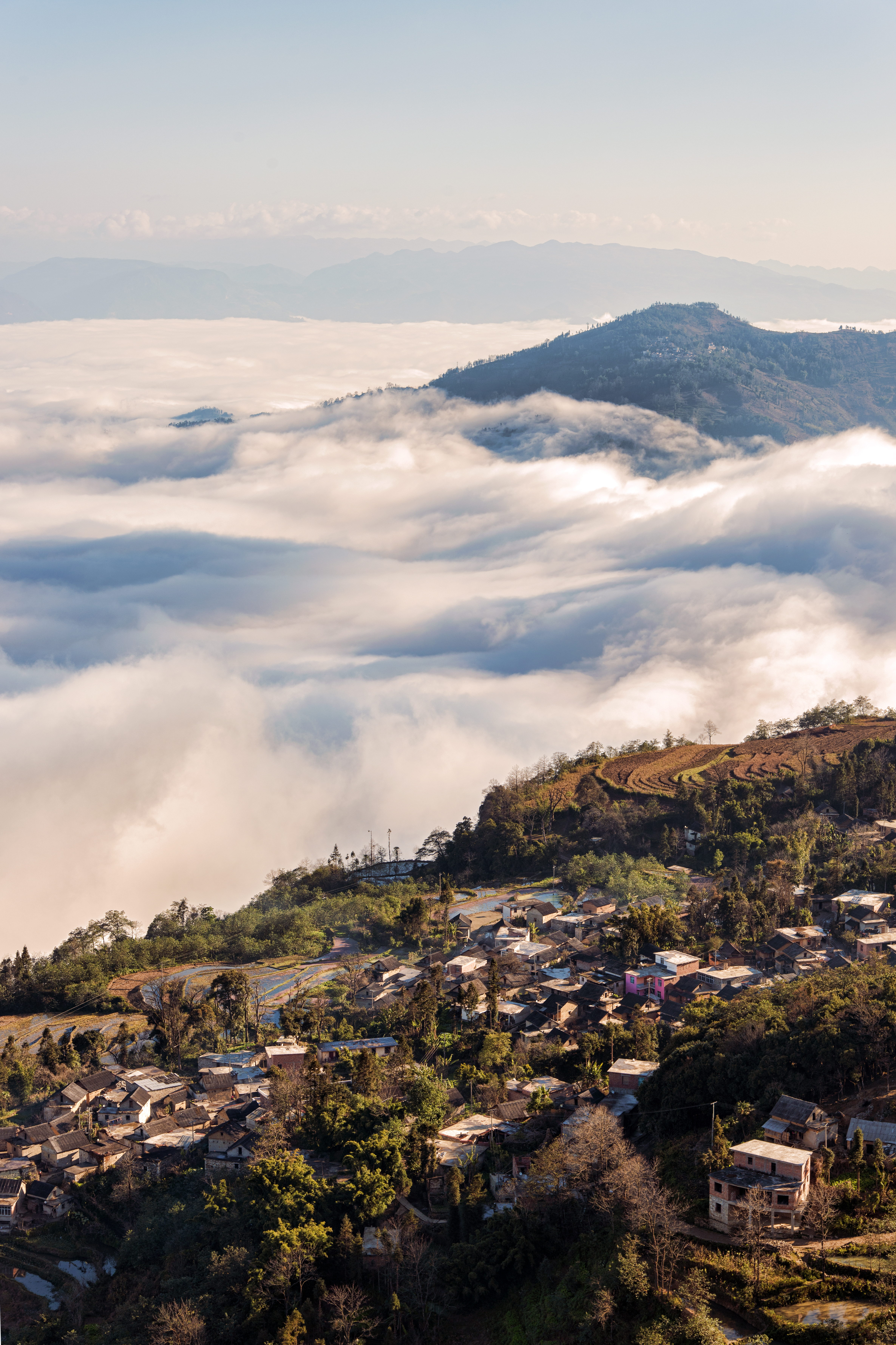
Mar de núvols al voltant de les terrasses
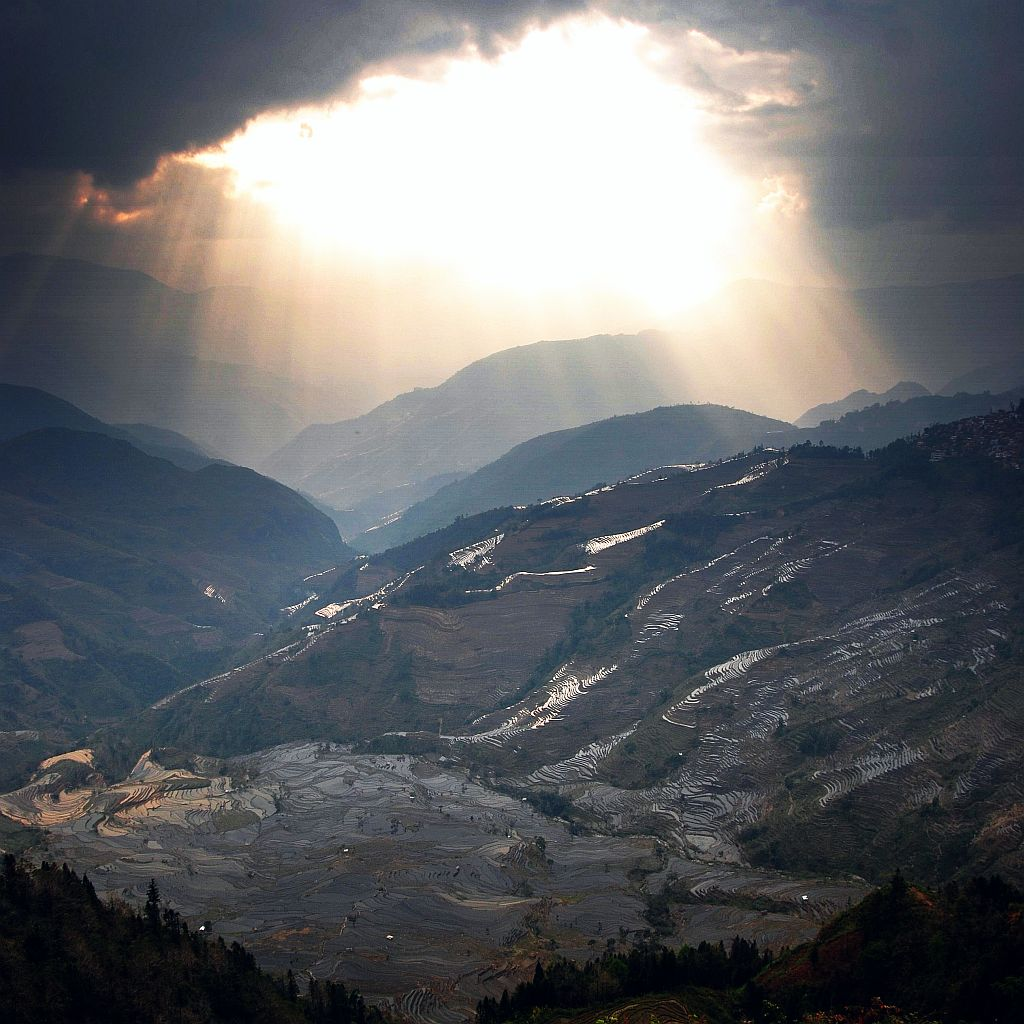
Posta de sol a Yuanyang